# Sveti Ilija
Sveti Ilija är ett berg i Kroatien.   Det ligger i länet Dubrovnik-Neretvas län, i den sydöstra delen av landet, 300 km söder om huvudstaden Zagreb. Toppen på Sveti Ilija är 961 meter över havet.
Terrängen runt Sveti Ilija är kuperad. Havet är nära Sveti Ilija åt nordost. Sveti Ilija är den högsta punkten i trakten. Närmaste större samhälle är Korčula, 4,3 km sydväst om Sveti Ilija. 